# Cantone di Laruns
Il Cantone di Laruns era una divisione amministrativa dell'arrondissement di Oloron-Sainte-Marie.
È stato soppresso a seguito della riforma complessiva dei cantoni del 2014, che è entrata in vigore con le elezioni dipartimentali del 2015.
Comprendeva i comuni di:
- Aste-Béon
- Béost
- Bielle
- Bilhères
- Eaux-Bonnes
- Gère-Bélesten
- Laruns
- Louvie-Soubiron